# Parco Croce
Il Parco Croce è un'oasi del WWF Italia che si trova in località Albori, nel comune di Vietri sul Mare, in Campania. L'oasi nasce per volontà di Silvia Croce, figlia di Benedetto Croce, che ha ceduto l'area al WWF nel marzo del 2000.
L'oasi, che si estende per soli 0,3 ettari appena fuori dal centro abitato, si sviluppa lungo le pendici del Monte Falerio, lungo una porzione dei terrazzamenti della costiera amalfitana riconosciuta come Patrimonio dell'Umanità. Una parte dell'area è occupata da bosco mediterraneo. Al suo interno si trova la sorgente de "Il Cesare".

## Flora
Il bosco è caratterizzato da varie specie aromatiche e arbusti mediterranei, come alloro, corbezzolo, erica arborea, fillirea, ginestra, leccio, mirto, rosmarino e timo.
Oltre alla Pinguicola hirtiflora, pianta carnivora di difficile individuazione, intorno alla sorgente prospera il capelvenere.

## Fauna
Tra i rettili, sono presenti il biacco, il cervone e la natrice.
Tra gli anfibi, degna di nota la presenza della salamandrina dagli occhiali.
Tra i mammiferi, sono presenti il cinghiale, la faina, il tasso e la volpe.
L'avifauna vede un'ampia presenza di rapaci come allocco, civetta, falco pellegrino, gheppio, poiana, sparviero, a cui si aggiungono il corvo imperiale e l'occhiocotto.